# Rosenbergia rufolineata
Rosenbergia rufolineata är en skalbaggsart som beskrevs av Stefan von Breuning 1948. Rosenbergia rufolineata ingår i släktet Rosenbergia och familjen långhorningar. Inga underarter finns listade i Catalogue of Life.